# Nicolaus Tideman
Nicolaus Tideman (né le 11 août 1943 à Chicago, Illinois) est professeur d'économie à l'Institut polytechnique et Université d'État de Virginie. Il a obtenu son Baccalauréat en arts, en économie et en mathématiques au Reed College en 1965 et son doctorat en économie à l'université de Chicago en 1969. Tideman a été professeur assistant d'économie à l'université Harvard de 1969 à 1973, période au cours de laquelle de 1970 à 1971, il a été le principal économiste du personnel pour le président du Council of Economic Advisors. Depuis 1973, il a été à Virginia Tech, avec divers postes à Harvard, à la Kennedy School of Government (1979-1980), à l'Université de Buckingham (1985-1986), et à l'Institut américain pour la recherche économique (1999-2000).
Les principales recherches de Tideman portent sur la taxe foncière, la théorie du vote, et la philosophie politique. En 1987, il a conçu la méthode Condorcet avec rangement des paires par ordre décroissant, et en 2000 le mode de scrutin proportionnel CPO-STV. Tideman a également conçu l'effet spoiler dans l'indépendance de critères clones. Il est un associé de l'Institut des droits de la Terre. Son livre Collective Decisions and Voting: The Potential for Public Choice a été publié par Ashgate Publishing en novembre 2006.
Tideman se prononce ['ti:dəmən], au lieu de ['deɪdmən].